# Верховный суд ГДР

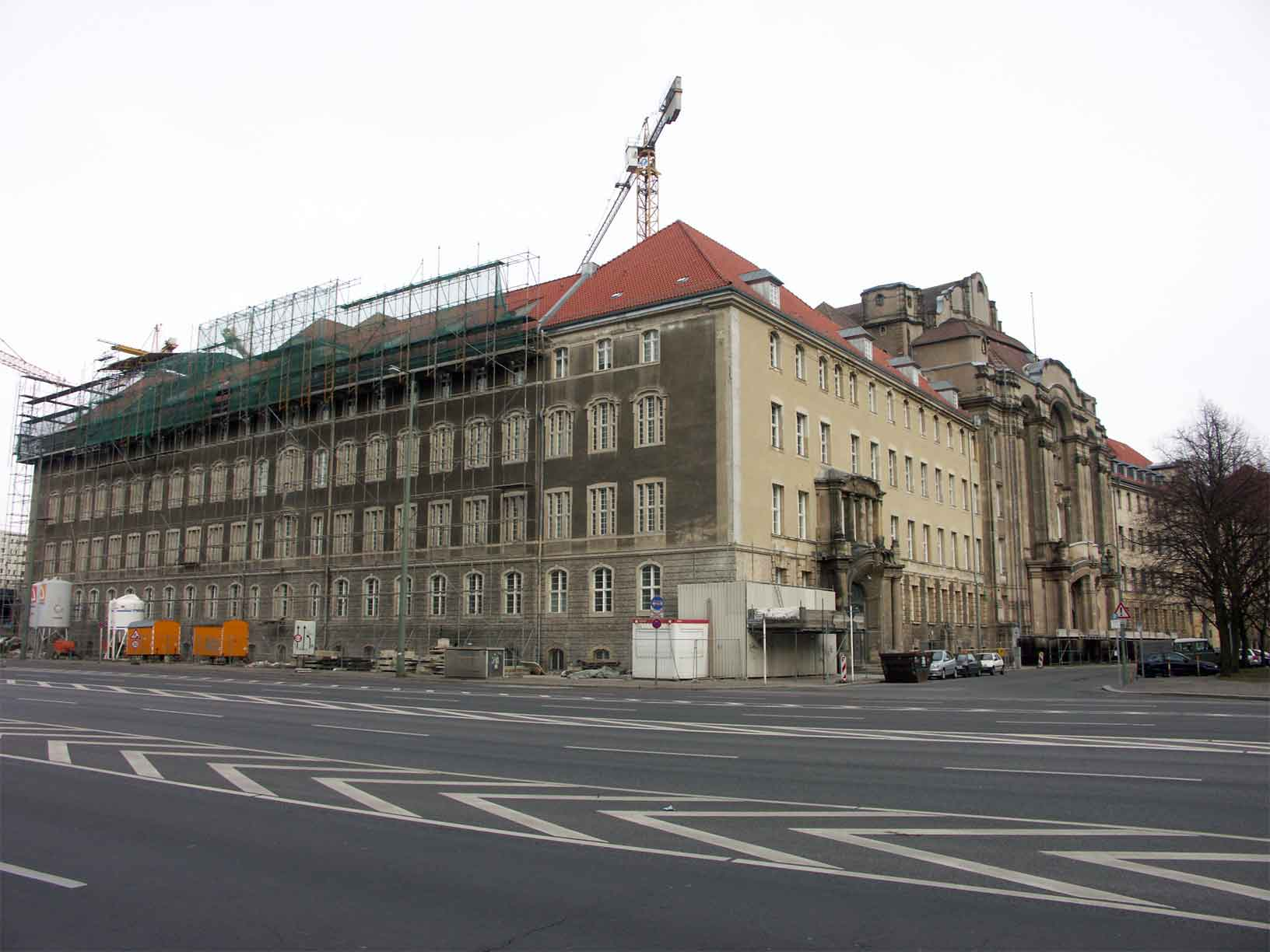
Здание Верховного суда на Литтенштрассе в районе Митте

Верховный Суд ГДР (нем. Oberstes Gericht der DDR) — высшая судебная инстанция Германской Демократической Республики в 1949—1990 годах.

## История
Верховный Суд ГДР был создан на основании Конституции ГДР, вступившей в действие 7 октября 1949 года, в которой он назывался «Верховный Суд Правосудия» и закона о создании Верховного Суда и Верховной Прокуратуры 8 декабря 1949 года. В 1963 году он был реорганизован с созданием коллегий Верховного суда. Упразднён в 1990 году после объединения Германии.

## Функции
Рассматривал кассации на решения окружных и районных судов, а также особо важные дела в качестве суда первой инстанции.

## Формирование
Назначался Народной палатой (до 1968 года — Народной палатой по предложению Правительства).

## Состав
- Председатель (Präsidenten des Obersten Gerichts)
- Заместитель председателя (Vizepräsident des Obersten Gerichts)
- Высшие судьи (Oberrichter)
- Судьи (Richter)

## Структура

### 1949—1952
Состоял из определённого числа гражданских (zivilsenat) и уголовных сенатов (strafsenat), каждый из которых состоял из высшего судьи и судей, большого сената (großer senat) состоящий из председателя верховного суда, заместителя председателя, высших судей и 5 других судей, и президиума, состоящего из президента, вице-президента и высших судей.

### 1952—1990
Делился на три коллегии: коллегии по уголовным делам (kollegium für strafsachen), коллегия по гражданским, семейным и трудовым делам (kollegium für zivil-, familien- und arbeitsrechtssachen) и коллегии по военно-уголовным делам (kollegium für militärstrafsachen), каждая коллегия состояла из председателя и судей. Председатели (Vorsitzende) и по два представителя от каждой из коллегии кроме военно-уголовной входили в президиум верховного суда.

## Председатели
- Курт Шуманн (1949—1960)
- Генрих Тёплиц (1960—1986)
- Гюнтер Сарге (1986—1989)